# The Message (utwór)
The Message – utwór hip-hopowej grupy Grandmaster Flash and the Furious Five wydany 1 lipca 1982 roku przez Sugar Hill Records, który w późniejszym czasie znalazł się na jej debiutanckim albumie o tej samej nazwie. Utwór był jednym z pierwszych w tym gatunku, który uzyskał uznanie komercyjne wśród krytyków muzycznych.
Utwór miał ogromny wpływ na raczkującą wtedy muzykę hip-hopową i stał się inspiracją dla wielu późniejszych raperów.
„The Message” opowiada o życiu w biedzie wewnątrz dużego miasta. W ostatnich wersach jest mowa o dziecku urodzonym w getcie bez dalszych perspektyw w życiu, które zostaje zwabione w przestępczą ścieżkę przez którą trafia do więzienia, gdzie w swojej celi popełnia samobójstwo. W teledysku na samym końcu zostaje ukazana cała grupa, która zostaje aresztowana przez policję bez wyraźnego powodu.
„The Message” był jednym z przełomowych utworów, który wyszedł z koncepcji imprez w domach, wchodząc na płaszczyznę społeczną, która została później rozwinięta przez grupę Public Enemy i rapera KRS-One. Melle Mel w wywiadzie dla NPR wspomina: „Ja i moja grupa nie chcieliśmy zrobić „The Message”, ponieważ byliśmy przyzwyczajeni do robienia imprez i chwalenia się, jak bardzo dobrzy jesteśmy we wszystkim”.

## Historia
Utwór został początkowo napisany w 1980 roku przez Duke Bootee’a i Melle Mela jako odpowiedź na strajk tranzytowy w Nowym Jorku z 1980 roku o którym jest mowa w tekście.
Oprócz Sylvii Robinson (głównej producentki utworu) ogromny wkład w powstanie utworu miał ww. Duke Bootee – był współproducentem i napisał pierwsze kilka wersów utworu, w tym słynne i chwytliwe „It’s like a jungle sometimes, it makes me wonder how I keep from going under”. Ponadto utwór miał się nazywać nie „The Message” a „The Jungle” i był on demówką Bootee’a, którą zaprezentował zespołowi, który nie był zachwycony utworem, jednak po prośbach Robinson, Melle Mel (współwykonawca utworu) napisał resztę tekstu.

## Użycie w kulturze
Utwór był wielokrotnie samplowany m.in. w „Brain Damaged” autorstwa komika o pseudonimie Sinbad w 1990 roku, w remiksie „Check Yo Self” rapera Ice Cube’a, czy w „Can’t Nobody Hold Me Down” Puff Daddy’ego.
„The Message” został wykorzystany w grze komputerowej Grand Theft Auto: Vice City w fikcyjnej stacji radiowej „Wildstyle”.
W 2007 roku „The Message” został pierwszym utworem z gatunku hip-hop, który został wprowadzony do Rock and Roll Hall of Fame.
30 listopada 2011 podczas 54. ceremonii wręczenia nagród Grammy Melle Mel, Scorpio i Grandmaster Flash wspólnie z LL Cool J, Common oraz Lupe Fiasco złożyli hołd wspólnie wykonując utwór.

## Odbiór

### Uznanie i użycie w mediach
Utwór został sklasyfikowany na 1 miejscu „Track of the Year” magazynu NME w 1982 roku.
Magazyn Rolling Stones umieścił utwór na 51 miejscu listy „500 utworów wszech czasów” (9 grudnia 2004 roku). W latach 80. co roku znajdywał się na szczycie jako przedstawiciel gatunku hip-hop. W 2012 został uznany „największym utworem hip-hopowym wszech czasów”.
Strona About.com umieściła utwór na swojej liście „100 najlepszych piosenek z gatunku rap” na 3 pozycji, ustępując utworom „I Used to Love H.E.R.” Commona i „Rapper’s Delight” grupy Sugarhill Gang.
W 2002 „The Message” został wybrany przez Bibliotekę Kongresu do National Recording Registry jako pierwszy utwór z gatunku hip-hop, który dostąpił tego zaszczytu.
„The Message” został umieszczony na pierwszym miejscu „100 największych utworów rap” stacji VH1's.
„The Message” znajduje się na pierwszym miejscu „100 najlepszych utworów hip-hopowych lat 80.” strony HipHopGoldenAge.
Utwór ze zmienionym tekstem został wykorzystany przez rząd brytyjski w 1983 roku w krótkim filmie informacyjnym dotyczącym zasad bezpieczeństwa ruchu drogowego.
Magazyn Billboard umieścił podkład utworu na pierwszym miejscu swojej listy „10 najlepszych hip-hopowych beatów wszech czasów”.

## Struktura
Utwór „The Message” trwa 7 minut i 10 sekund w wersji singlowej i 6 minut jako teledysk. Utrzymywany jest w tonacji g-moll w tempie 100 uderzeń na minutę.
W skład utworu wchodzi jeden sampel, a właściwie interpolacja tekstu – piąty wers, który rapuje Melle Mel brzmi bardzo podobnie do siedemnastego wersu utworu Superrappin, który rapuje również Melle Mel, który jest również utworem grupy wydanym w 1979 roku. Umieszczenie lekko zmodyfikowanej wersji wersu zaproponowała producentka utworu Sylvia Robinson i początkowo Melle Mel podszedł do tego sceptycznie ponieważ uważał, że nie za bardzo pasuje on do tematyki „The Message” i również wspomina, że tylko ona wierzyła w sukces utworu.

## Notowania
| Notowania (1982–1983)            | Najwyższa pozycja |
| -------------------------------- | ----------------- |
| UK Singles Charts                | 8                 |
| US Billboard Hot Black Singles   | 4                 |
| US Billboard Hot Dance Club Play | 12                |
| US Billboard Hot 100             | 62                |